# Commando Zebra
Commando Zebra (The Zebra Force) è un film statunitense del 1976, diretto da Joe Tornatore. In Italia il film viene distribuito con il titolo Kobra force - squadra giustizieri. Il film ha avuto un sequel nel 1987 dal titolo Nome in codice: Cobra, diretto dallo stesso regista e interpretato dallo stesso attore.

## Trama
Carmine Longo, sicario della mafia e ex veterano della guerra del Vietnam viene inviato a incontrare Salvatore Caruso, uno dei capi della mafia italo-americana per scoprire chi ha organizzato il raid nel casinò illegale compiuto da un gruppo di bianchi travestiti da afro-americani.